# 루카 마리아누치
루카 마리아누치(이탈리아어: Luca Marianucci, 2004년 7월 23일 ~ )는 이탈리아의 축구 선수이다. 그의 포지션은 중앙 수비수로, 현재 세리에 A의 나폴리에서 활약하고 있다.

## 클럽 경력

### 엠폴리
2011년 마리아누치는 엠폴리 유소년 팀에서 경력을 시작했으며, 단계별로 차근차근 성장해 나갔다. 2023년 여름, 그는 엠폴리와 2027년까지 계약을 체결했다. 2023년 9월 1일, 그는 세리에 C의 프로 세스토로 한 시즌간 임대되었다. 2023–24 시즌 종료 후 엠폴리로 돌아온 그는 2024년 8월 10일, 4-1로 이긴 카탄차로와의 코파 이탈리아 경기에서 엠폴리 소속으로 성인 무대 및 프로 데뷔전을 치렀고, 그 경기에서 도움을 기록했다.

### 나폴리
2025년 6월 14일, 마리아누치는 세리에 A의 나폴리와 계약을 맺고 이적했다.

## 플레이스타일
마리아누치는 중앙 수비수 또는 오른쪽 수비수로 활약할 수 있는 다재다능한 선수이다. 그는 신체적으로 매우 강하고 빠른 속도를 갖추고 있어 두 포지션을 모두 소화할 수 있다.